# Kasteel Ter Motten

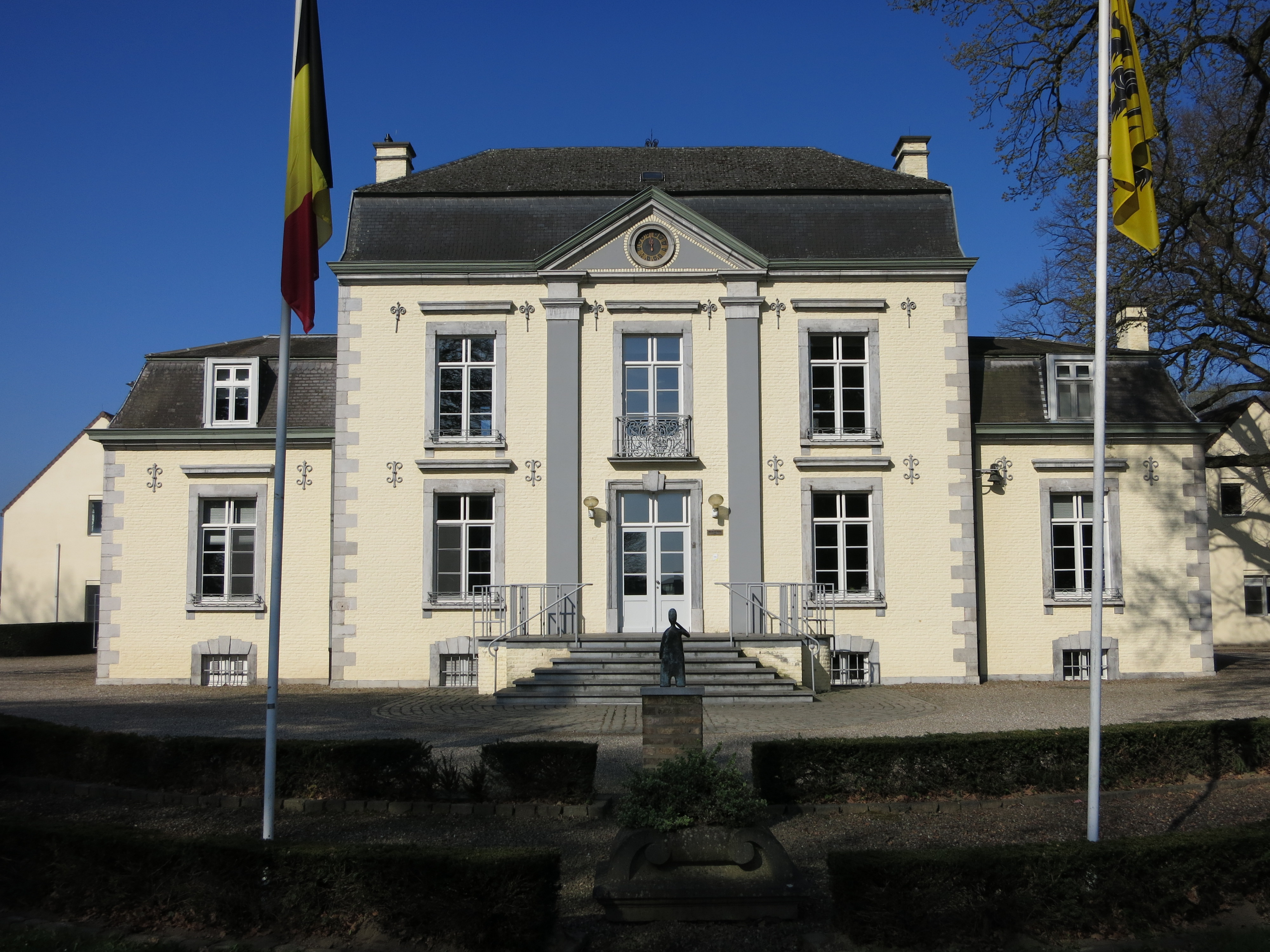

Kasteel Ter Motten (ook: Kasteel Termotten of Kasteel Dilsen) is een kasteel te Dilsen, gelegen aan Europalaan 25.
Oorspronkelijk was Ter Motten een Loons leen, gelegen naast de heerbaan. Op de plaats van het huidige kasteel heeft zich mogelijk een motte of ouder kasteel bevonden. De oudst bekende heer was Willem van Rommershoven die vermeld werd in 1375. Daarna volgden de families Van Horpmaal, Van Papenhoven, De Waimes (ongeveer 1500), De Coursel en, sinds 1643, De Rosen. In 1784 kwam het, door huwelijk, in bezit van familie De Saeren. Na 1863 kwamen achtereenvolgens de families Van Aefferden en Moreau de Bellaing in bezit van het kasteel. In 1973 werd het kasteel, samen met het park, door de laatstgenoemde familie verkocht aan de gemeente. Tegenwoordig is het het gemeentehuis van Dilsen-Stokkem. In 1985 werd het beschermd als monument.
Het kasteel werd, in barokstijl, gebouwd in 1725 door Michel De Rosen. Toen de Rijksweg in 1812 werd aangelegd, werd het park in tweeën gedeeld. In 1932 werd, tegen de achtergevel, nog een vleugel aangebouwd.
Het kasteel is opgetrokken in geel geschilderde baksteen, met een fronton op pilasters rustend, en kalkstenen hoekbanden. Het bezit een met leien gedekt mansardedak.
Het interieur bevat enkele 18e- en 19e-eeuwse schouwen, waaronder enkele met tegels in Delfts blauw.
Het park, dat het kasteel omringt, bevat enkele merkwaardige bomen.
De originele ingang kan nog steeds gevonden worden in het park. De oude poort is de oostelijk ingang tot het park en werd gebouwd toen het park gesplitst werd door de aanleg van de Rijksweg.
- Inventaris van het Bouwkundig Erfgoed (Vlaanderen): 71124